# بخش جلبو
بخش جلبو (به لاتین: Jelebu District) یک منطقهٔ مسکونی در مالزی است که در نگاری سمبیلان واقع شده‌است.